# Casa Comas d'Argemir
La Casa Comas d'Argemir és un edifici modernista situat a l'avinguda de la República Argentina, 92, al barri de Vallcarca i els Penitents de Barcelona, catalogat com a bé cultural d'interès local.

## Història
Va ser encarregada el 1904 per Joan Comas i d'Argemir a l'arquitecte Josep Vilaseca i Casanovas.
Entre finals del 2023 i el primer trimestre del 2024, se'n van rehabilitar la façana principal i la torre.

## Arquitectura
Aquest edifici s'aixeca en un indret amb molt desnivell. Això provoca que la façana principal, que dona a l'avinguda de la República Argentina, consti de planta baixa i pis, mentre la façana posterior, a l'avinguda de Vallcarca (abans Hospital Militar), es constitueixi per una planta baixa i quatre ppisos, amb jardí al davant. Un passatge lateral (al sud de l'edifici) serveix per comunicar la façana principal amb el pati sense entrar a la casa. L'altre costat té una paret mitgera amb la finca del costat.
L'edifici presenta una aparença fortificada, postulant un medievalisme formal enriquit per detalls més estrictament modernistes. A la façana principal la planta baixa s'obre al carrer per mitjà d'un gran arc parabòlic que dona pas a un portal tancat. L'arc es sustentat en un dels costats per una mènsula esculturada amb cap de lleó. Presenta un basament de pedra amb fals carreuat separat de la resta de la façana per una sanefa de rajoles ceràmiques pintades amb motius d'infants músics. La resta del parament està recobert per un senzill esgrafiat geomètric. Al costat del portal d'accés un gran finestral està cobert per un arc sustentant per dos dracs esculpits. Aquest cobreix una finestra geminada amb el perfil superior esglaonat de rajols ceràmics vidriats, atorgant-li una semblança mudèjar.
La planta pis està organitzada amb tres finestres amb ampit de ferro forjat i emmarcades per un esgrafiat estilitzat. A la cantonada una tribuna circular, a mode de torreta, està coberta per una cúpula cònica decorada amb trencadís de tons blaus degradats i coronada per una creu de quatre puntes. La tribuna té estretes finestretes rematades amb arc de mig punt donant-li una semblança d'espitlleres. Tota ella està recorreguda a la part inferior per una sanefa de rajoles ceràmiques pintades amb motius d'infants entre flors i el permòdol inferior té forma d'un grotesc cap de lleó. La façana es rematada per merlets enreixats que tanquen el terrat.
La façana posterior i la que dona al passatge interior tenen una composició similar als dos pisos superiors, només trencada per una tribuna cantonera de planta semicircular a l'altura de la planta baixa de la façana principal, presentant les mateixes ornamentacions que les finestres geminades.
A l'interior, hi ha unaornamentació d'estil art nouveau francès, en concret en la decoració floral de les finestres de la caixa d'escala.

## Galeria

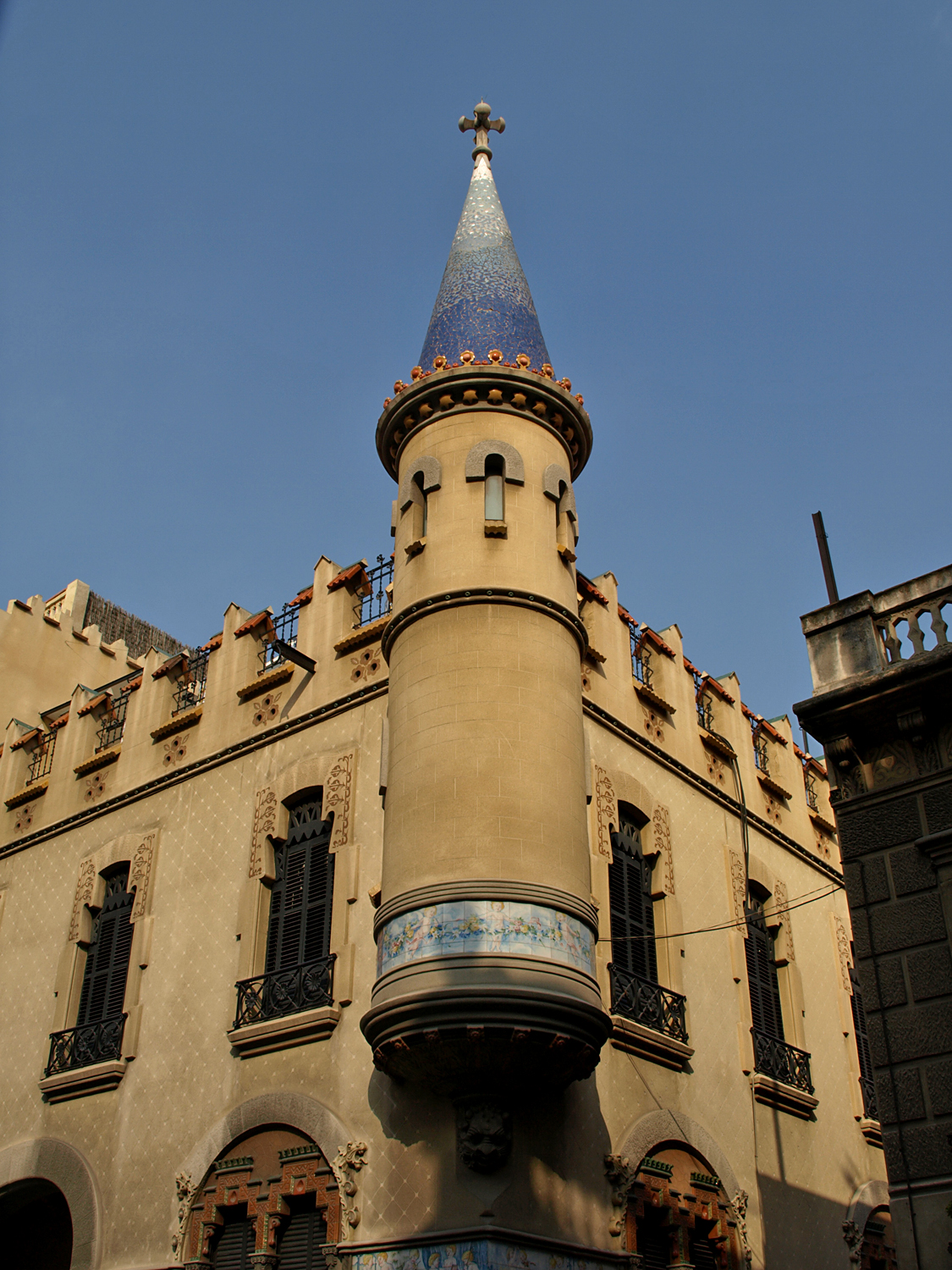
Façana
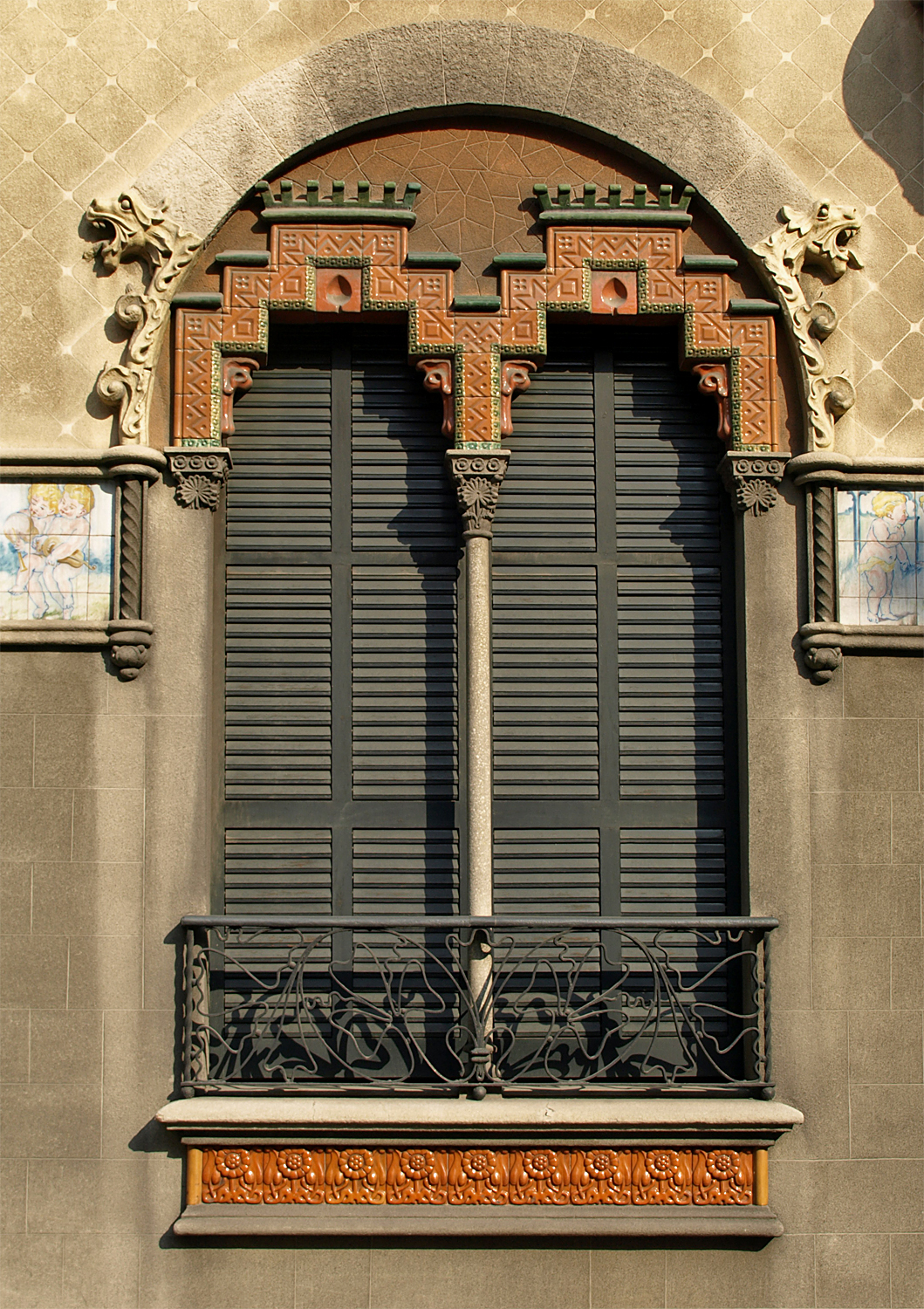
Finestra
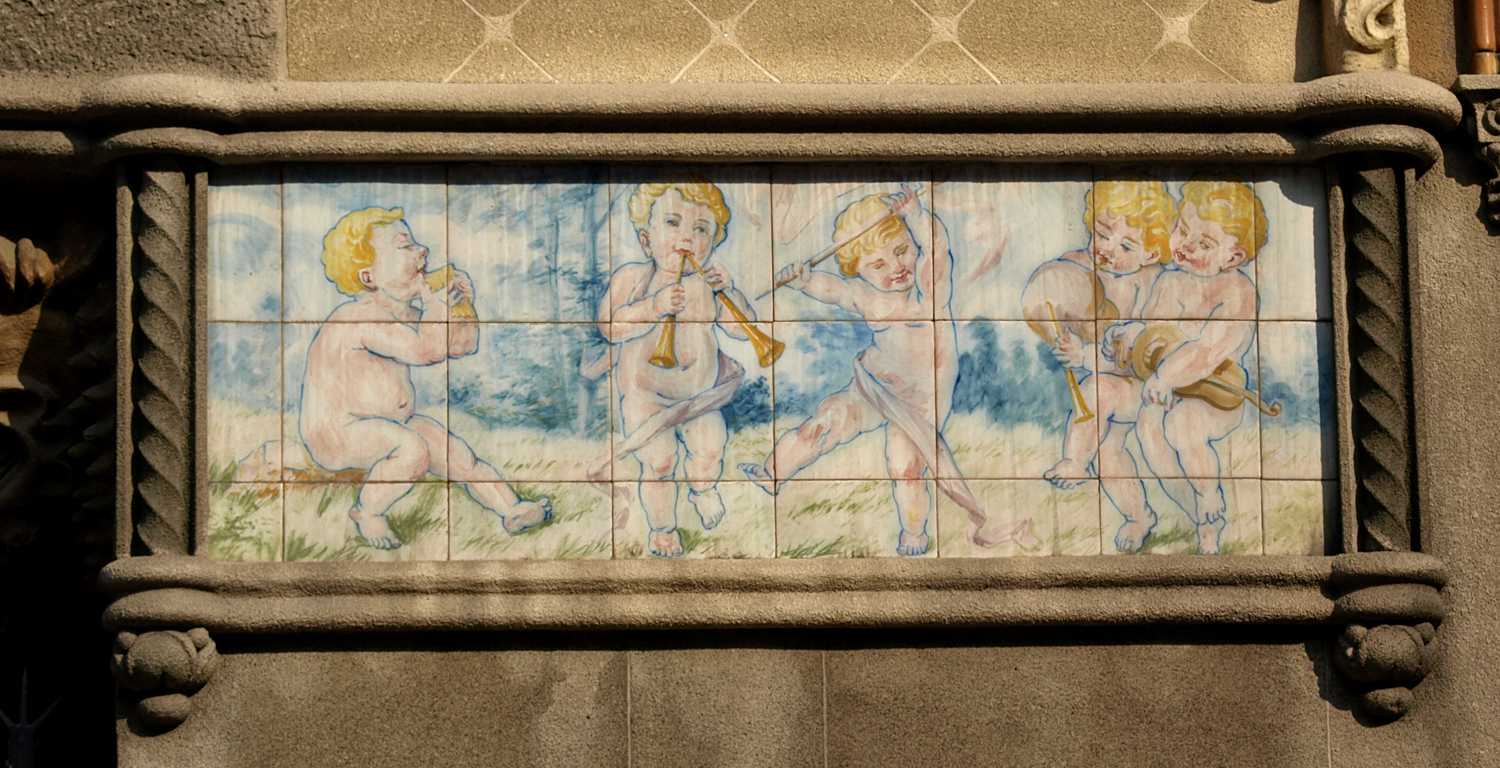
Detall
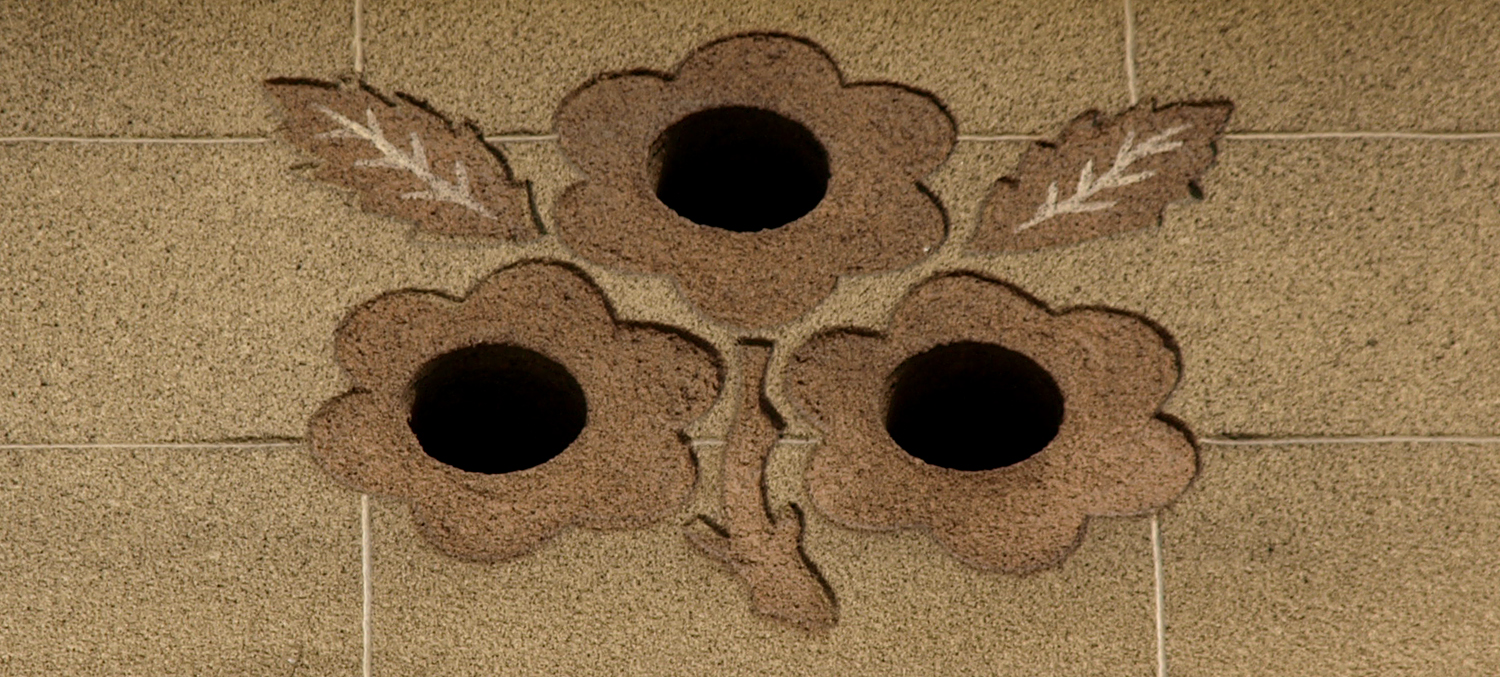
Detall